# اسمدویگ
اسمدویگ (انگلیسی: Smedvig) شرکت حفاری نروژی است، که در سال ۱۹۱۵ تأسیس شد.